# The Signals - Esperimento fuori controllo
The Signals - Esperimento fuori controllo (Deceived) è un film di fantascienza/thriller del 2002 per la regia di Andre Van Heerden.

## Trama
Stati Uniti: in un osservatorio astronomico viene ricevuto un segnale di originale extraterrestre. Viene formato un gruppo di ricerca composto dalla giornalista Kara Walsh, dal reverendo Fletcher e da un esperto di computer, Jack Jones. Il segnale però è stato captato anche dall'esercito e che è in grado di aumentare le capacità sensoriali della mente umana.